# Maxime Taffanel
Pour les articles homonymes, voir Taffanel.
Maxime Taffanel, né en 1991, est un acteur et metteur en scène de théâtre français.

## Biographie
Maxime Taffanel a été nageur de haut niveau jusqu'à ses vingt ans, côtoyant le futur champion olympique Yannick Agnel, puis choisit la carrière théâtrale.
De 2009 à 2012, il a été élève à l'École Nationale d'Art Dramatique de Montpellier, puis élève-comédien à la Comédie Française en 2012-2013. À la sortie de cette formation, il a interprété plusieurs rôles dans différentes mises en scène. En 2022, à l'occasion de la Cérémonie des Molières, il est nommé comme Révélation masculine pour son rôle dans Cent Mètres Papillon,, un seul-sur-scène qu'il a écrit et qui a été mis en scène par Nelly Pulicani.

## Théâtre
- 2015-2016 : Les Fourberies de Scapin de Molière (rôle de Léandre), mise en scène de Marc Paquien, Lyon, Théâtre des Célestins et tournée.
- 2018 : Cent mètres papillon, seul en scène écrit et joué par Maxime Taffanel, mis en scène par Nelly Pulicani[6].
- 2022-2023 : Phèdre de Sénèque (rôle d'Hippolyte), mise en scène de Georges Lavaudant, Paris, Théâtre de l'Athénée Louis-Jouvet et tournée[7],[8].

## Télévision
- 2014 : Balle à blanc, épisode 10 de la saison 8 de la série télévisée Section de recherches, rôle de Florian Carsenac.
- 2015 : Disparue, mini-série, rôle de Thomas Morel.
- 2017 : Candice Renoir, saison 5, série télévisée, rôle de Nicolas le pompier.
- 2020 : Tandem, saison 4, série télévisée , rôle de Hugo Delambre.